# Soare înșelător 2
Soare înșelător 2 (Утомлённые солнцем 2) este un film de război rus regizat de Nikita Mihalkov. Filmul este format din două părți: Exodus (Предстояние) și Citadel (Цитадель).

## Distribuție
- Nikita Mikhalkov - Col. Sergei Petrovich Kotov
- Oleg Menshikov - Mitya
- Mikhail Efremov
- Dmitri Dyuzhev - Vanya
- Vladimir Ilyin - Kirik
- Yevgeny Mironov - Izyumov
- Nadezhda Mikhalkova - Nadya
- Andrey Merzlikin - Nikolaj
- Andrey Panin - Kravets
- Sergei Makovetsky - Lunin
- Viktoriya Tolstoganova - Marusia
- Angelina Mirimskaya - Lyuba
- Tagir Rakhimov - Cameo